# Txalaparta

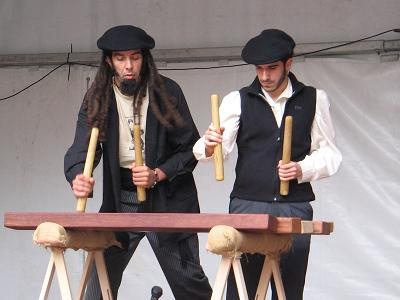
Dos txalapartaris tocando en una actuación.

La txalaparta es un instrumento de percusión idiófono tradicional en el País Vasco, Navarra y el País Vasco francés. Generalmente consta de dos soportes (cestos, sillas, banquetas, etc.), sobre estos algún material aislante (hoja de maíz, sacos viejos enrollados, hierba seca, etc.) y sobre estos materiales uno o varios tablones que son golpeados con cuatro palos (dos cada txalapartari).

## Historia
No se conoce el origen de este instrumento aunque el uso de golpear una superficie con unos bastones de madera u otro material para hacer sonidos, ritmos, música o avisar de acontecimientos ha sido común a muchas culturas.
Su ritmo, según el musicólogo Aita Donostia, parece una imitación del bandeo de las campanas de las iglesias rurales. El escultor Jorge Oteiza escribía en 1963: "La txalaparta es un ritmo primitivo, ritual, que aún se conserva, casi perdido, en algún lugar guipuzcoano...".
Su uso ha estado muy relacionado con el medio rural, y especialmente ligado a las labores de fabricación de la sidra. Tras triturar la manzana, se celebraba una cena, una vez terminada la cena, al oír el instrumento, la gente de los alrededores se iba animando y se acercaba al lugar. Se dice que la txalaparta podía oírse en un radio de 5 km. También se utilizaba en otras celebraciones como las bodas y diversos festejos rurales. Allí donde se escuchaba tocar la txalaparta había una fiesta, para hacer música y juegos rítmicos con improvisación.
A principios del XX casi había desaparecido por completo hasta que fue recuperada en la década de 1960. En esos años eran muy conocidos los hermanos Miguel y Pello Zuaznabar del caserío Sasoeta de Lasarte. En el barrio Alto Amara de San Sebastián, José y José Mari Zabalegi del caserío Bilandegi y también los hermanos Ramón y Asentsio Goikoetxea del caserío Erbetegi-Etxeberri de Astigarraga. Asimismo eran conocidos tocando las toberas los Zubeldia del caserío Egaña-txiki del barrio Portu de Hernani, algunos en Oyarzun y los toberalaris de Lesaca.
En la década de 1960, además de las familias Zuaznabar y Goikoetxea, destacaron también los hermanos José Antonio y Jesús María Artze del grupo Ez Dok Amairu. Los hermanos Artze llevaron la txalaparta a los Encuentros de Pamplona de 1972, y allí fue donde la escucharon los músicos de vanguardia más importantes del momento. En las décadas de 1980 y 1990 la txalaparta pasó a ser no solo un elemento artístico sino que el instrumento empezó a verse como una seña de identidad vasca. Su amplia utilización en todo tipo de actos, lúdicos, educativos, políticos, etc. y la creación de nuevas escuelas favoreció su divulgación.
Es de señalar el trabajo de divulgación y educación de Juan Mari Beltrán, profesor en la Escuela de Música de Hernani, y la Txalaparta Festa (fiesta de la txalaparta) que dicha escuela organiza y que lleva reuniendo a txalapartaris de toda la geografía vasca ininterrumpidamente desde la década de 1980.
Desde Herri Musikaren Txokoa (Centro de estudio y Museo de las músicas populares del mundo), han transmitido también poco a poco el uso de la txalaparta a la práctica totalidad del territorio vasco.
En cuanto a quienes interpretan su música con este instrumento, destacan varios duetos por su nivel academicista o por una enseñanza de calidad: Ttakun Ttan Ttakun, de la Hernaniko Txalaparta Eskola, Irungo Txalapartariak, Oreka Tx y Ugarte Anaiak en Guipúzcoa, Sestaoko Txalaparta Eskola en Vizcaya y Hutsun en Navarra.
Existen más grupos conocidos incluso a nivel internacional, algunos con muchos años de experiencia, como el trío Kalakan, el dúo de gemelas Ttukunak y el grupo multicomunitario TTAK AT!
La película Nomadak de 2006, dirigida por Raúl de la Fuente, es un documental que sigue a dos músicos (Oreka TX) que quieren hacer de la txalaparta una herramienta de comunicación entre distintas culturas. Su viaje les lleva a Mongolia, la India, el Sahara o Laponia.

## Descripción
Tres son las partes principales de las que se compone la txalaparta:
- Uno o más tablones de madera colocados horizontalmente sobre un material mullido.
- Un par de soportes para sujetarlos.
- Cuatro palos troncocónicos de madera (makilak) con los que se golpean verticalmente los tablones.[1]

Txalaparta

A modo de aislante acústico entre el tablón y los puntos de apoyo utilizaban a menudo hoja de maíz, y en su defecto lo primero que encontrasen a mano como ropa, etc. No hay constancia de que se hayan empleado pieles de algún animal con ese fin. Los puntos de apoyo han sido tradicionalmente cestos de castaño invertidos, un par de sillas o cajas. Actualmente se suelen emplear caballetes.Además de la txalaparta común, hay otras variantes como por ejemplo las toberas, kirikoketa, ttinbilin-ttanbalan y ote-jotzea.
Las maderas más utilizadas para el tablón han sido las de aliso, castaño, fresno y otras de la zona. Aunque tradicionalmente cada txalaparta solía tener dos o tres tablas de madera, recientemente es habitual encontrar txalapartas formadas por una docena de tablas.

## Técnica instrumental
Además de la combinación de golpes, que los viejos txalapartaris utilizaban para crear un juego en el que uno pone el orden o equilibrio mientras que el otro se dedica a romperlo para hacer el desequilibrio, también se añadían al juego otros recursos musicales. La tónica general era que el Herrena se dedicase a crear tensiones rompiendo el ritmo impuesto por el Ttakun, para acabar cayendo irremediablemente en un equilibrio que se prolongará hasta acabar la sesión. En este desarrollo se aplicaban recursos como aumentar el tempo a lo largo del toque o aumentar la intensidad de algunos golpes, jugar con las distintas zonas del tablón para conseguir diferentes sonoridades.
El modo de tocar en esencia el mismo para ambas parejas, si bien los nombres que reciben los intérpretes y sus combinaciones de golpes son diferentes. Según los Zuaznabar uno de los dos recibe el nombre de Ttakun (orden) y ttakun es también el nombre de cada una de las series de dos golpes que éste realiza. Tales golpes se suceden en el tiempo de modo que dejan intervalos para que el otro txalapartari los rellene a voluntad. Este otro recibe el nombre de Herrena (cojo), y podrá elegir entre hacer ttakun (dos golpes), herrena (un golpe) y hutsune (ninguno).
En el caso de los hermanos Goikoetxea los nombres son diferentes: Ttakun Tukutun, Herrena Urguna. No son éstas las únicas diferencias, mientras Miguel y Pello disponen de una tabla específica para tocar Txalaparta que guardan en algún lugar del caserío, Ramón y Asensio afirmaban que era al golpear la manzana en el tolare (lagar) cuando elegían aquella tabla que apartarían al acabar la labor. Esta tabla se dejaba a secar en el tejado, cumpliendo así de paso la función de hacer que todos/as se enterasen de la proximidad de la fiesta.
Salvo en una ocasión, en que celebrando la kinto-afaria (cena de despedida de la “mili”) los Zuaznabar acabaron tocando con las tablas de una caseta que estaba en un paso a nivel de la línea de tren Bilbao-San Sebastián, el ambiente de la Txalaparta de San Sebastián-Urumealdea siempre ha sido la elaboración de la sidra. Otro dato curioso es que siempre se ha tocado de noche.